# Call Me Mister
Call Me Mister (Brasil: Minha Cara Metade  / Portugal: Conquistei Minha Mulher) é um filme de comédia musical estadunidense dirigido por Lloyd Bacon e estrelado por Betty Grable e Dan Dailey. Foi lançado em 31 de janeiro de 1951 pela 20th Century Fox. O filme é baseado na peça de mesmo nome de Albert E. Lewin e Burt Styler, que estreou na Broadway em 1946.

## Sinopse
Betty Grable é Kay Hudson, uma artista americana em turnê pelas bases no Japão do pós-guerra. Em algum lugar ao longo do caminho, ela encontra o seu ex-marido Shep Dooley (Dan Dailey). Apesar da presença do ardente pretendente Capitão Johnny Comstock (Dale Robertson), Dooley embarca em uma campanha para reconquistar sua esposa.

## Elenco
- Betty Grable ... Kay Hudson
- Dan Dailey ... Sargento Shep Dooley
- Danny Thomas ... P.F.C. Stanley Poppoplis
- Dale Robertson ... Capitão Johnny Comstock
- Benvay Venuta ... Billie Barton
- Richard Boone ... Mess Sergeant
- Jeffrey Hunter ... The Kid
- Frank Fontaine ... primeiro Sargento

## Recepção
Bosley Crowther, do New York Times escreveu que "Ao todo, no entanto, Call Me Mister é um show maltrapilho e desorganizado, lançado em torno da Srta. Grable e seus encantos".